# Michael Mifsud
Michael Mifsud (Pietà, 17 de abril de 1981) é um ex-futebolista maltês que atuava como atacante. 
É o jogador com mais partidas disputadas pela seleção de seu país (143 jogos) e também o maior artilheiro, com 42 gols marcados em 20 anos de carreira internacional.

## Carreira
Formado nas categorias de base do Sliema Wanderers, Mifsud estreou com apenas 16 anos de idade. Em sua primeira temporada, o foram 6 jogos e um gol. Se firmou no time principal a partir de 1998–99, quando atuou em 23 partidas e fez 8 gols.
Seu desempenho levou a um período de testes no Manchester United, mas os Red Devils não fizeram proposta para contratá-lo e Mifsud voltou ao Sliema, onde permaneceria até 2001. Em sua primeira passagem, foram 80 partidas e 60 gols, vencendo uma Copa Maltesa, em 1999–00. Contratado pelo Kaiserslautern, durante seu período no clube alemão alternou entre o time principal (21 partidas e 2 gols) e os reservas, onde teve melhor desempenho (47 jogos e 27 gols), regressando ao Sliema Wanderers no final da temporada 2003–04, ajudando os Blues a conquistar o título nacional com 12 partidas e 8 gols. Ainda em 2004, assinou com o Lillestrøm (Noruega), onde foi eleito o melhor jogador estrangeiro da Tippeligaen de 2005, sendo ainda o artilheiro da equipe na edição seguinte, com 11 gols.

### Passagem pelo futebol inglês
Depois de não renovar seu contrato, Mifsud foi contratado pelo Coventry City em janeiro de 2007, quando o então treinador dos Sky Blues, Micky Adams, estava em busca de atacantes na Noruega. A estreia do atacante foi 3 dias depois, contra o Crystal Palace - sem Adams no comando. O primeiro gol foi contra o Plymouth Argyle, em 22 de janeiro (saindo do banco de reservas).
Na Copa da Liga Inglesa de 2007–08, surpreendeu ao fazer os dois gols da vitória do Coventry sobre o Manchester United, em pleno Old Trafford. A atuação fez com que fosse apelidado como "Messi de Malta" pelo jornal italiano La Gazzetta dello Sport. Em janeiro de 2008, mesmo com dois gols de Mifsud, o Coventry foi eliminado da competição pelo Blackburn e em julho do mesmo ano foi anunciado que os Sky Blues aceitaram uma proposta do Bristol City para contratar o atacante, mas as negociações foram canceladas 6 dias depois, e Mifsud seguiu no Coventry até fevereiro de 2009, quando assinou por empréstimo com o Barnsley, onde jogou 15 vezes e fez 2 gols.

## Outros clubes
Fora dos planos de Chris Coleman para 2008–09, Mifsud voltou ao seu país natal para defender Valletta e Qormi, em curtos períodos. Em 2011, regressou ao Valletta e disputou 49 jogos até 2013, com 28 gols marcados e vencendo ainda a Supercopa nacional duas vezes.
Jogou ainda 2 temporadas pelo futebol australiano, atuando pelo Melbourne Heart (atual Melbourne City) em 14 partidas (um gol), voltando novamente a Malta para novas passagens por Sliema Wanderers e Valletta, além de ter defendido Birkirkara, Sirens e Mosta, onde atuou em 24 partidas e marcou 3 gols até 2022, quando se aposentou dos gramados.

## Carreira na seleção
A estreia de Mifsud com a camisa da Seleção Maltesa foi em fevereiro de 2000, contra a Albânia, em jogo válido pelo Torneio Internacional de Malta (competição promovida pela Associação de Futebol de Malta entre 1986 e 2008). Seu primeiro gol pelo time foi em 2001, contra a Islândia, pelas eliminatórias europeias da Copa de 2002.
Em março de 2008, fez cinco gols na vitória dos Cavaleiros de São João por 7–1 sobre Liechtenstein, a maior já obtida pela seleção na história, além de ter ultrapassado Carmel Busuttil como o maior artilheiro da equipe após fazer o gol de honra dos malteses na derrota por 2–1 para a Finlândia em 2010 - é o 61.º jogador com mais gols por uma seleção, empatado com Oleg Blokhin (União Soviética), Alexander Frei (Suíça), Enner Valencia (Equador) e Teemu Pukki (Finlândia), porém com média de gols menor (0.29 por jogo).
Em outubro de 2013, Mifsud disputou sua 100.ª partida por Malta, que não terminou bem para ele e seus companheiros, uma vez que a seleção levou quatro gols da República Tcheca - o atacante foi o autor do único gol maltês no jogo. Ele ainda superou o lateral David Carabott como o jogador com mais partidas disputadas em novembro de 2016, quando a equipe foi derrotada pela Irlanda por 2–0.
Sua despedida da seleção foi em novembro de 2020, quando Malta enfrentou Liechtenstein em Valletta e venceu por 3–0, com Mifsud abrindo o placar. Foi o 143.º jogo oficial disputado pelo atacante, sendo o 71.º colocado na lista de jogadores com mais partidas por uma seleção, empatado com Marko Kristal (Estônia), Yuto Nagatomo (Japão), Cafu (Brasil), Lilian Thuram (França), Arturo Vidal (Chile), Amer Deeb (Jordânia) e Ehsan Hajsafi (Irã).

## Títulos
Sliema Wanderers
- Campeonato Maltês: 2003–04
- Copa Maltesa: 1999–00, 2015–16
- Supercopa Maltesa: 2000

Lillestrøm
- Copa da Noruega: 2007

Valletta
- Campeonato Maltês: 2011–12, 2017–18
- Copa Maltesa: 2009–10, 2017–18
- Supercopa Maltesa: 2016, 2018

### Individuais
- Artilheiro do Campeonato Maltês: 1999–00 (21 gols pelo Sliema Wanderers) e 2000–01 (30 gols)
- Personalidade esportiva do ano em Malta: 2001[19] e 2003
- Melhor futebolista estrangeiro do Campeonato Norueguês: 2005